# Sassocorvaro
Sassocorvaro är en ort och frazione i kommun Sassocorvaro Auditore i provinsen Pesaro e Urbino i regionen Marche i Italien.
Sassocorvaro var en kommen fram till den 1 januari 2019 när den tillsammans med kommunen Auditore bildade den nya kommunen Sassocorvaro Auditore. den tidigare kommunen hade 3 419 invånare (2018).